# كاين براون
كاين براون (بالإنجليزية: Kane Brown)‏ هو مغني وكاتب أغاني ومشاهير أمريكي، ولد في 21 أكتوبر 1993 في جورجيا في الولايات المتحدة.

## وصلات خارجية
- الموقع الرسمي
- كاين براون على موقع IMDb (الإنجليزية)
- كاين براون على موقع ميوزك برينز (الإنجليزية)
- كاين براون على موقع أول ميوزيك (الإنجليزية)
- كاين براون على موقع ديسكوغز (الإنجليزية)
- كاين براون على موقع قاعدة بيانات الفيلم (الإنجليزية)